# Hypothèse des Berserker
L'hypothèse des Berserker, également connue sous le nom de scénario des sondes mortelles, est l'idée que les humains n'ont pas encore détecté de vie extraterrestre intelligente dans l'univers parce qu'elle a été systématiquement détruite par une série de sondes mortelles de Von Neumann,. L'hypothèse doit son nom à la série de romans Berserker écrite par Fred Saberhagen.
L'hypothèse n'a pas de promoteur unique connu, et on pense plutôt qu'elle est apparue au fil du temps en réponse à la conjecture de Hart-Tipler, l'idée selon laquelle l'absence de sondes de Von Neumann détectables est la preuve qu'aucune vie intelligente n'existe en dehors du système solaire. Selon l'hypothèse des Berserker, l'absence de telles sondes n'est pas une preuve de l'absence de vie, puisque les sondes interstellaires pourraient très bien « devenir folles » et détruire d'autres civilisations, avant de s'autodétruire elles-mêmes.
Dans son article de 1983 « Le Grand Silence », l'astronome David Brin résume les implications effrayantes de l'hypothèse des Berserker : elle est entièrement compatible avec tous les faits et la logique du paradoxe de Fermi, mais signifierait qu'il n'existe plus aucune vie intelligente à découvrir. Dans le pire des cas, l’humanité a déjà alerté les autres de son existence et sera la prochaine à être détruite.

## Réponses
Un élément clef de l’hypothèse est que le système solaire terrestre n’a pas encore été visité par une sonde Berserker. Dans une analyse de 2013, Anders Sandberg et Stuart Armstrong, du Future of Humanity Institute de l'Université d'Oxford, ont prédit que même un ensemble de sondes Berserker lentement répliquées, si elles étaient capables de détruire des civilisations ailleurs, auraient très probablement déjà rencontré (et détruit) l'humanité.

## Relation avec d’autres solutions proposées au paradoxe de Fermi
L'hypothèse des Berserker se distingue de l'hypothèse de la forêt sombre dans la mesure où, selon cette dernière, de nombreuses civilisations extraterrestres pourraient encore exister à condition qu'elles restent silencieuses. L'hypothèse de la forêt sombre peut être considérée comme un cas particulier de l'hypothèse des Berserker, si les « sondes mortelles Berserker » ne sont (en raison par exemple de la pénurie de ressources) envoyées que vers des systèmes stellaires qui montrent des signes de vie intelligente.
L'hypothèse du Grand filtre est un pendant plus général de l'hypothèse des Berserker, qui postule qu'un grand événement ou une barrière empêche la vie extraterrestre à un stade précoce de se développer en civilisations spatiales intelligentes. Dans le cadre de l'hypothèse des Berserker, le filtre existerait entre l'ère industrielle et une colonisation spatiale généralisée.